# Leif Ahrle
Leif Lennart Elof Ahrle, född 10 juni 1943 på Lidingö, är en svensk skådespelare och konstnär. Han är son till skådespelarna Birgit Rosengren och Elof Ahrle.

## Biografi

### Skådespeleri
Leif Ahrle debuterade hösten 1962 i pjäsen Lögnhalsen. 
Han utbildade sig vid Statens skola för scenisk utbildning i Norrköping 1965-66. 
Under några säsonger spelade han hos Nils Poppe på Fredriksdalsteatern i Helsingborg 1968-1973 
Han har varit engagerad vid Riksteatern, Lilla Teatern Stockholm,  Stockholms stadsteater 1971-1990, samt Kungliga Dramatiska teatern 1985-1987.
Han blev välkänd för den breda allmänheten för rollen som den strulige Kjell i TV-serien Varuhuset 1987-1989 och som hotellägare i Vänner och fiender 1996-98. 
Han har även medverkat i en rad filmer, såsom Gunnel Lindbloms Sally och friheten och Sommarkvällar på jorden.

### Konstnärskap
Leif Ahrle har också varit verksam som bildkonstnär sedan mitten av 1960-talet och deltog i sin första utställning 1965. Han har framför allt ägnat sig åt glaskonst – målning på glasskivor och integrerade glasskulpturer – med motiv fyllda av mystik, meditativa yttre och inre landskap. 
Glasskulpturer skapade i samarbete med olika glasblåsare i Sverige.
Han valde i början av 1990-talet att alltmer lämna skådespeleriet för kunna koncentrera sig på bildkonsten. 
Han har deltagit i en mängd separat- och samlingsutställningar både i Sverige och i länder som USA, Hongkong, Spanien, Belgien, Finland och Frankrike.
Han finns representerad hos en mängd stora företag och konstföreningar.

### Privatliv
Han gifte sig 1967 med skådespelaren Marie Nylander, nu är han gift med Lena Boman Ahrle.
När nöjesprofilen Hasse Wallman 1965 öppnade Sveriges första diskotek i restaurang Knäppingen i Norrköping engagerades Leif Ahrle som Sveriges första discjockey.  
Den ursprungliga idén att öppna ett diskotek hade Hasse Wallman fått av förre boxningsvärldsmästaren Ingemar Johansson.

## Filmografi i urval
- 1965 – Salta gubbar och sextanter
- 1969 – Skottet
- 1973 – Fantastiska Wilbur
- 1974 – En handfull kärlek
- 1975 – Den vita väggen
- 1975 – Stumpen
- 1975 – Sängkamrater
- 1981 – Sally och friheten
- 1983 – Mot härliga tider
- 1984 – Jönssonligan får guldfeber
- 1984 – Slagskämpen
- 1986 – På liv och död
- 1987 – Sommarkvällar på jorden
- 2008 – Maskeraden
- 2012 – Lycka till och ta hand om varandra

## TV-produktioner
- 1980 – Död mans ord
- 1986 – Vägg i vägg
- 1987–1989 – Varuhuset (TV-serie)
- 1989 – Hassel – Terrorns finger
- 1992 – Dødelig kjemi
- 1992 – Byhåla 2: Tillbaka till Fårrden (TV-serie)
- 1996 – Vänner och fiender (TV-serie)
- 2011 – Bibliotekstjuven (TV-serie)
- 2014 – Beck – Familjen (TV-serie)
- 2017 – Torpederna (TV-serie)

## Teater

### Roller (ej komplett)
| År   | Roll                              | Produktion                                                                          | Regi                    | Teater                           |
| ---- | --------------------------------- | ----------------------------------------------------------------------------------- | ----------------------- | -------------------------------- |
| 1965 | Solvarg                           | Figaros bröllop Pierre de Beaumarchais                                              | Lars Gerhard Norberg    | Norrköping-Linköping stadsteater |
| 1968 |                                   | Charleys Tant Brandon Thomas                                                        | Leif Amble-Næss         | Fredriksdalsteatern              |
| 1969 |                                   | Kalle Perssons första krig Max Lundgren                                             | Nils Olsén              | Stockholms skolteater            |
| 1969 |                                   | Den glade soldaten Bom Carro Bergkvist                                              | Albert Gaubier          | Fredriksdalsteatern              |
| 1970 | Förste flyttkarlen Joël Jean-Loup | I hjärtat av Paris (Quatre pièces sur jardin) Pierre Barillet och Jean-Pierre Gredy | Stig Ossian Ericsson    | Lilla teatern                    |
| 1971 |                                   | Skulle det dyka upp fler lik är det bara å ringa (Busybody) Jack Popplewell         | Stig Ossian Ericson     | Lilla teatern                    |
| 1971 | Terje                             | De vilda svanarna H.C. Andersen                                                     | Fred Hjelm              | Stockholms stadsteater           |
| 1973 | Tjänare                           | Kung Lear William Shakespeare                                                       | Kalle Holmberg          | Stockholms stadsteater           |
| 1973 | Back, Kjell Kriström              | IK Kamraterna Sigvard Olsson och Fred Hjelm                                         | Fred Hjelm              | Stockholms stadsteater           |
| 1974 | Ringo Ray                         | Bröllopsfesten Arnold Wesker                                                        | Gun Arvidsson           | Stockholms stadsteater           |
| 1975 | Båtsman                           | Peer Gynt, del II Henrik Ibsen                                                      | Fred Hjelm              | Stockholms stadsteater           |
| 1976 | Georg Zirschnitz m. fl.           | Längtan Frank Wedekind                                                              | Jonas Cornell           | Stockholms stadsteater           |
| 1977 | Otto                              | Köttaffären Franz Xaver Kroetz                                                      | Claire Wikholm          | Stockholms stadsteater           |
| 1979 | Sergej, styvsonen                 | Platonov Anton Tjechov                                                              | Otomar Krejča           | Stockholms stadsteater           |
| 1982 | Furst Serpuchovskoj               | Historien om en häst Leo Tolstoj                                                    | Lars Edström            | Stockholms stadsteater           |
| 1983 |                                   | Rosornas krig William Shakespeare                                                   | Elisabeth G. Söderström | Stockholms stadsteater           |
| 1986 | Erstling                          | Parken Botho Strauss                                                                | Jan Maagaard            | Stockholms stadsteater           |